# Минден-Люббекке (район)
Минден-Люббекке (нем. Minden-Lübbecke) — район в Германии. Центр района — город Минден. Район входит в землю Северный Рейн-Вестфалия. Подчинён административному округу Детмольд. Занимает площадь 1152 км². Население — 315,0 тыс. чел. (2010). Плотность населения — 273 человека/км².
Официальный код района — 05 7 70.
Район подразделяется на 11 общин.

## Города и общины
1. Минден (82 326)
2. Бад-Эйнхаузен (48 462)
3. Порта-Вестфалика (35 218)
4. Люббекке (25 875)
5. Петерсхаген (25 833)
6. Эспелькамп (25 207)
7. Хилле (16 212)
8. Раден (15 707)
9. Штемведе (13 828)
10. Хюлльхорст (13 361)
11. Пройсиш-Ольдендорф (12 957)

(30 июня 2010)